# Фуенсальданья
Фуенсальданья (ісп. Fuensaldaña) — муніципалітет в Іспанії, у складі автономної спільноти Кастилія-і-Леон, у провінції Вальядолід. Населення — 1443 особи (2010).
Муніципалітет розташований на відстані близько 170 км на північний захід від Мадрида, 6 км на північний захід від Вальядоліда.
На території муніципалітету розташовані такі населені пункти: (дані про населення за 2010 рік)
- Фуенсальданья: 1423 особи
- Ель-Молар: 20 осіб

## Демографія
Динаміка населення (INE ):